# Delilah (песня Queen)
«Delilah» (Дела́йла) — песня рок-группы Queen с альбома Innuendo. Написана Фредди Меркьюри и посвящена его любимой кошке. Песня вышла синглом лишь в Таиланде, где достигла первой позиции в чартах.

## Участники записи
В записи песни принимали участие все члены группы, кроме барабанщика Роджера Тейлора:
- Фредди Меркьюри — основной вокал, бэк-вокал, клавишные, драм-машина;
- Брайан Мэй — гитара;
- Джон Дикон — бас-гитара.

## Интересные факты
- Мэй при записи своей гитарной партии впервые в жизни использовал ток-бокс[4].
- Роджер Тейлор заявлял, что песня не входит в число его любимых[5].